# Nyékládháza
Nyékládháza è una città dell'Ungheria di 5.021 abitanti (dati 2001) . È situata nella contea di Borsod-Abaúj-Zemplén a 20 km dal capoluogo Miskolc.

## Storia
La città è nata nel 1932 dall'unione di due villaggi, Mezőnyék e Ládháza, menzionati in documenti per la prima volta rispettivamente nel 1270 e 1293.  A quell'epoca Mezőnyék aveva un altro nome, che cambiò nel secolo XIV. Il cambio di nome indica che il villaggio è stato distrutto e ricostruito nuovamente.
Nyékládháza ottenne lo status di città nel 2003

## Amministrazione
Gemellaggi
Nyékládháza è gemellata con:
- Werdohl
- Purkersdorf
- Loro Ciuffenna
- Solovăstru
- Plešivec
- Malá Morávka
- Margahovit